# Echsenaale
Die Echsenaale (Halosauridae) leben mit 16 Arten in drei Gattungen weltweit in der Tiefsee. Der Name kommt aus dem Griechischen und bedeutet „Meerechse“. Die Tiere sind allerdings keine Echsen, sondern Echte Knochenfische.

## Merkmale
Die Tiere haben einen langgestreckten Körper, mit einem spitzen, peitschenförmigen Schwanz, der wie bei Eidechsen regeneriert werden kann, wenn er verloren wurde. Die Afterflosse ist die größte Flosse und verläuft bis zum Schwanzende. Das Maul ist unterständig, die Augen groß. Echsenaale haben große Cycloidschuppen. Die Seitenlinie verläuft an der Bauchkante, an ihr können sich Leuchtorgane befinden, sie haben keine Schwimmblase. Echsenaale sind meist grau, braun oder schwarz. Einige lebende Tiere sind von ferngesteuerten Fahrzeugen gefilmt worden.
Die größte Art ist der 90 Zentimeter lange Halosauropsis macrochir, der schon in einer Tiefe von 3300 Metern gefunden wurde. Die übrigen Arten werden zwischen 34 und 68 Zentimeter lang.

## Lebensweise
Echsenaale bewegen sich bei den tiefen Temperaturen von ca. 4 bis 10 °C langsam mit rhythmischen Schwingungen des Körpers über den Bodengrund und warten auf ihre aus Würmern, Stachelhäutern und Krebsen bestehende Beute. 

## Systematik
Es gibt 16 Arten in drei Gattungen.
- Aldrovandia

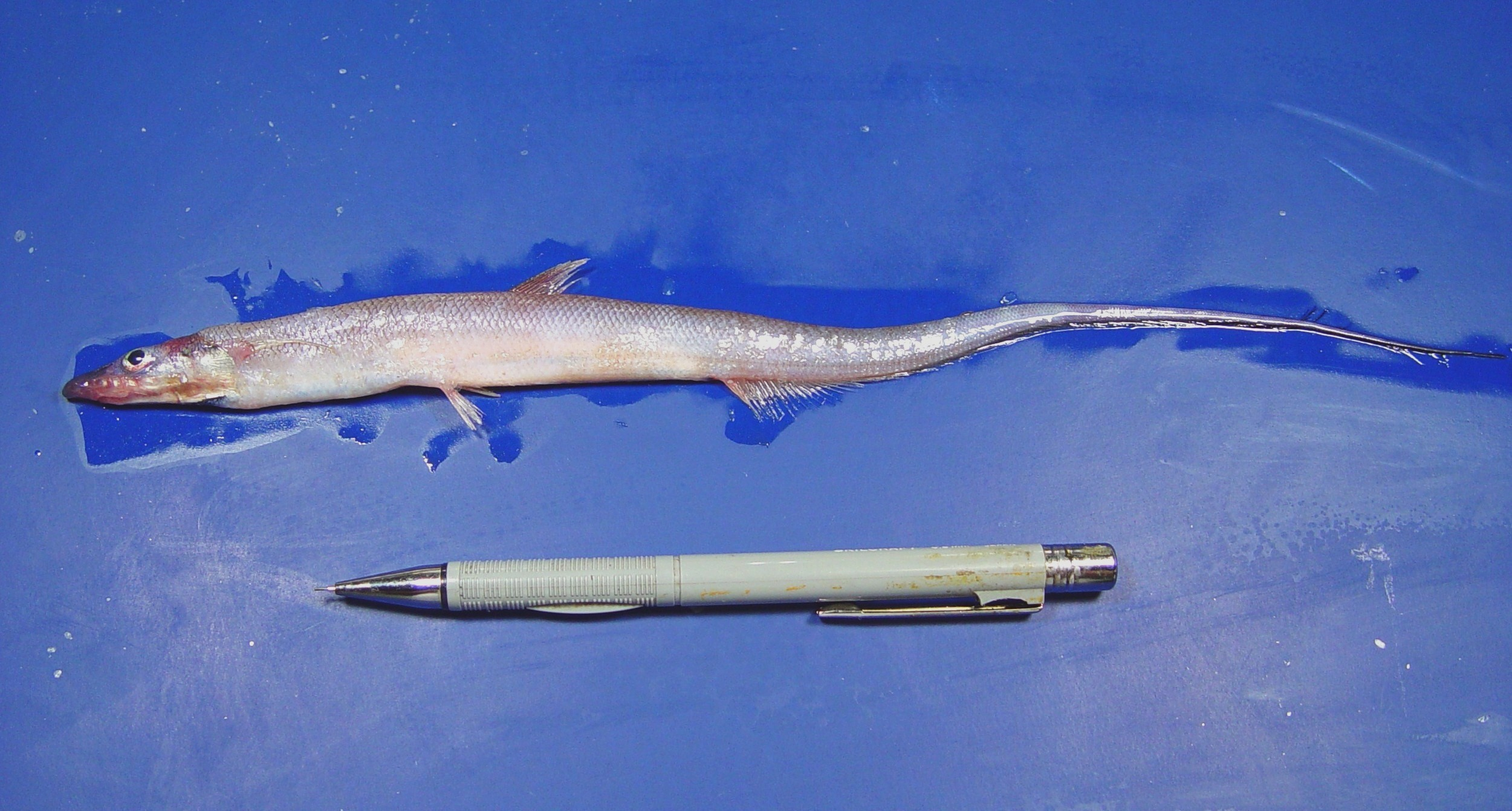
Aldrovandia gracilis

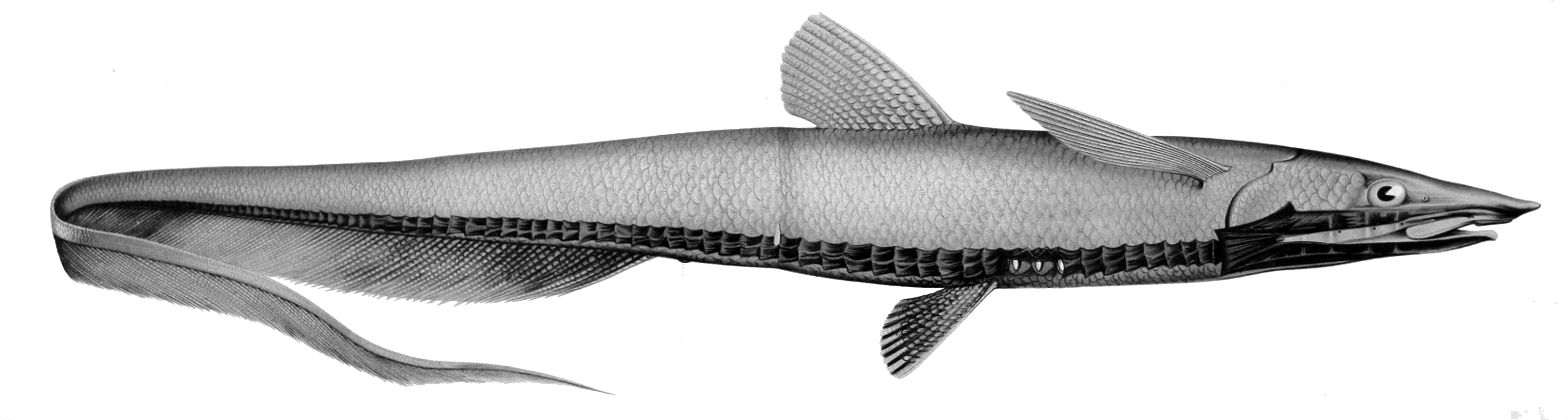
Halosauropsis macrochir

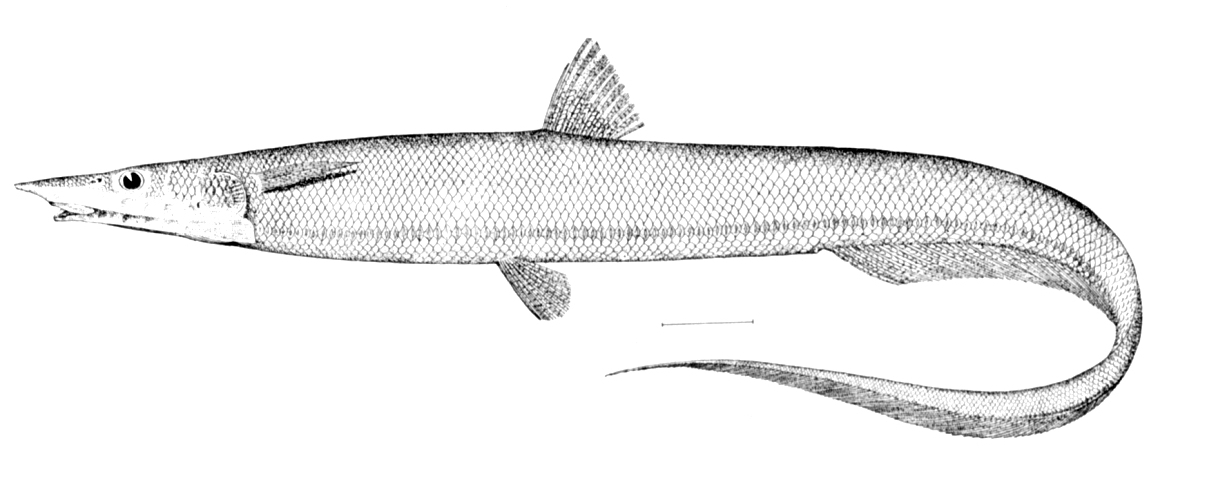
Halosaurus ovenii

  - Aldrovandia affinis (Günther, 1877).
  - Aldrovandia gracilis Goode & Bean, 1896.
  - Aldrovandia mediorostris (Günther, 1887).
  - Aldrovandia oleosa Sulak, 1977.
  - Aldrovandia phalacra (Vaillant, 1888).
  - Aldrovandia rostrata (Günther, 1878).
- Halosauropsis
  - Halosauropsis macrochir (Günther, 1878).
- Halosaurus
  - Halosaurus attenuatus Garman, 1899.
  - Halosaurus carinicauda (Alcock, 1889).
  - Halosaurus guentheri Goode & Bean, 1896.
  - Halosaurus johnsonianus Vaillant, 1888.
  - Halosaurus ovenii Johnson, 1864.
  - Halosaurus pectoralis McCulloch, 1926.
  - Halosaurus radiatus Garman, 1899.
  - Halosaurus ridgwayi (Fowler, 1934).
  - Halosaurus sinensis Abe, 1974.

Fossile Gattungen:
- † Laytonia
- † Echidnocephalus